# فرقة لوفتفافه الميدانية السادسة
فرقة لوفتفافه الميدانية السادسة (بالألمانية: 6.Luftwaffen-Feld-Division) Luftwaffen-Feld-Division) كانت فرقة مشاة من للوفتفافه التابعة للفيرماخت التي قاتلت في الحرب العالمية الثانية. تم تشكيلها باستخدام الطاقم الأرضي الفائض من لوفتفافه وخدم على الجبهة الشرقية من أواخر عام 1942 إلى يونيو 1944 عندما تم تدميره أثناء عملية باغراتيون.

## القادة
أوبرست إرنست ويبر (سبتمبر - نوفمبر 1942) ؛
جنرال مايجور روديغر فون هايكينج (نوفمبر 1942 - نوفمبر 1943) ؛
جنرال مايجور رودولف بيشيل (نوفمبر 1943–27 يونيو 1944) †.